# Ferrari 250 GTO
Ferrari 250 GTO er en sportsvogn/racerbil lavet af Ferrari i starten af 1960'erne.
250 er slagvolumen for hver af motorens cylindre, mens GTO står for "Gran Turismo Omologato" (Autoriseret Grand Touring)
I 1964 blev Serie II introduceret, og disse havde et lidt anderledes udseende. Af disse blev der lavet 3, hvilket bringer det samlede antal 250 GTO'ere op på 39.
I 2008 blev en 250 GTO bortauktioneret for £ 15,7 mio. (ca. 130 mio. dkr). I november 2023 blev en 250 GTO fra 1962 solgt for $51,7 mio. (ca. 360,4 mio. DKK) på auktionshuset Sotheby's.